# Záborie
Záborie (bis 1927 „Zábor“; ungarisch Zábor) ist eine Gemeinde im Norden der Slowakei mit 171 Einwohnern (Stand 31. Dezember 2024), die zum Okres Martin, einem Teil des Žilinský kraj, gehört und zur traditionellen Landschaft Turz gezählt wird.

## Geographie

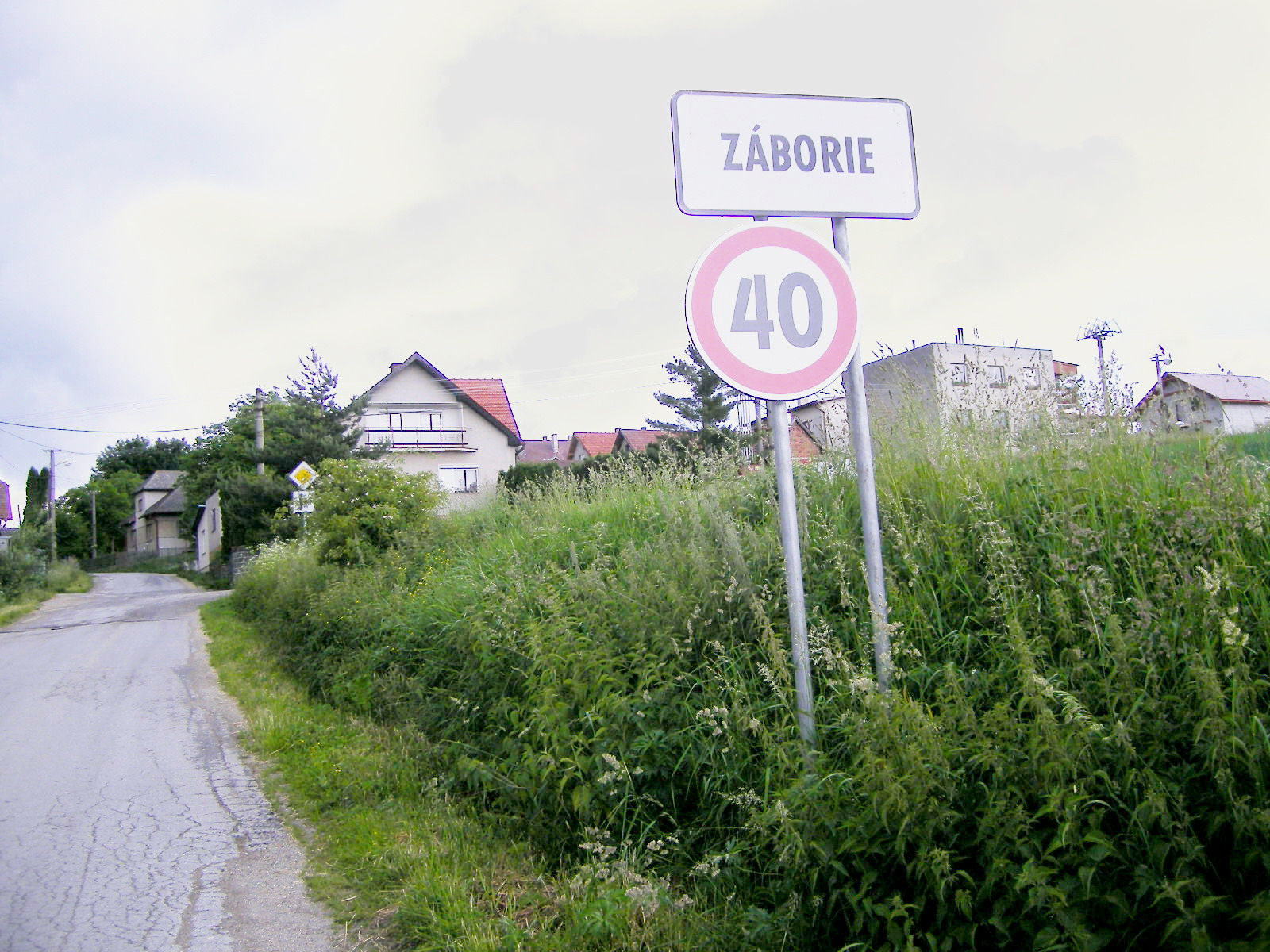
Ortseingang von Záborie

Die Gemeinde befindet sich im Nordostteil des Talkessels Turčianska kotlina und in den Vorbergen der Großen Fatra in einem Seitental des Baches Sklabinský potok. Das Ortszentrum liegt auf einer Höhe von 501 m n.m. und ist sechs Kilometer von Martin entfernt. 
Nachbargemeinden sind Sklabiňa im Norden und Osten, Turčianske Jaseno im Süden, Dolný Kalník im Westen und Dražkovce sowie Diaková im Nordwesten.

## Geschichte

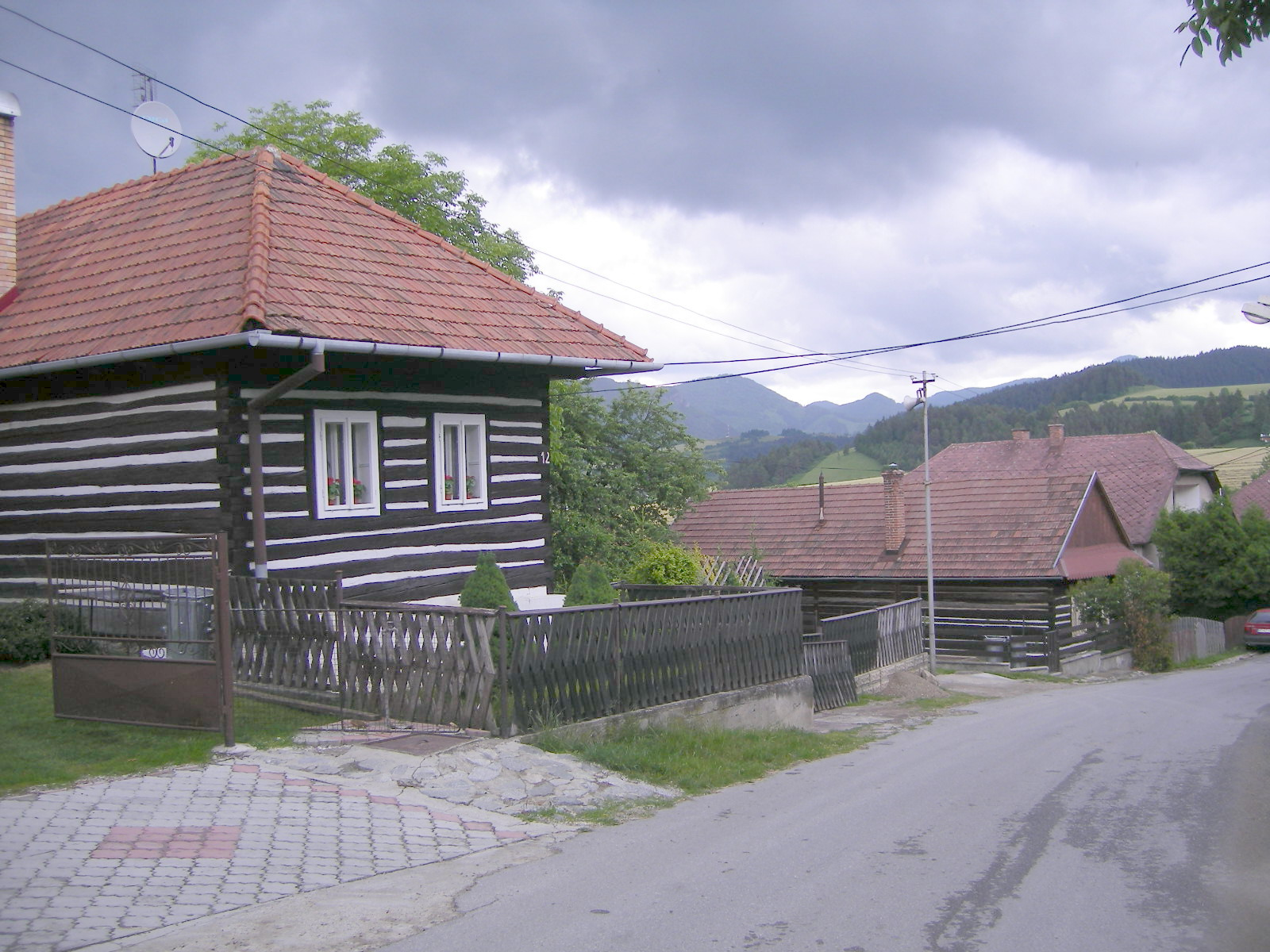
Straßenansicht mit Blockhäusern

Der Ort wurde zum ersten Mal 1353 als Zabor schriftlich erwähnt und war bis zum 19. Jahrhundert Gut der ortsansässigen Familie Záborský, seit 1730 besaßen auch Familien wie Chevan und Zrubka Güter in Záborie. 1787 hatte die Ortschaft 36 Häuser und 215 Einwohner, 1828 zählte man 59 Häuser und 219 Einwohner, die von der Landwirtschaft und Weberei (z. B. Wollverarbeitung) lebten.
Bis 1918 gehörte der im Komitat Turz liegende Ort zum Königreich Ungarn, kam danach zur Tschechoslowakei beziehungsweise heute Slowakei.

## Bevölkerung
| Jahr                | 1994 | 2004    | 2014     | 2024    |
| ------------------- | ---- | ------- | -------- | ------- |
| Anzahl der Personen | 116  | 123     | 156      | 171     |
| Unterschied         |      | +6,03 % | +26,82 % | +9,61 % |

| Jahr                | 2023 | 2024    |
| ------------------- | ---- | ------- |
| Anzahl der Personen | 169  | 171     |
| Unterschied         |      | +1,18 % |

Nach der Volkszählung 2011 wohnten in Záborie 142 Einwohner, davon 136 Slowaken. Sechs Einwohner machten diesbezüglich keine Angabe. 91 Einwohner bekannten sich zur evangelischen Kirche A. B. und 26 Einwohner zur römisch-katholischen Kirche. 14 Einwohner waren konfessionslos und bei elf Einwohnern wurde die Konfession nicht ermittelt.

## Bauwerke
- Holzglockenturm aus dem 19. Jahrhundert

## Söhne und Töchter der Gemeinde
- Jonáš Záborský (1812–1876), slowakischer Schriftsteller, Dramatiker und Journalist